# Lucien von Römer

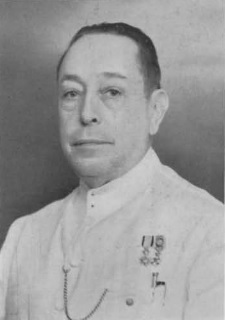

Lucien  Sophie Albert Marie von Römer (* 23. August 1873 in Kampen, Niederlande; † 23. Dezember 1965 in Malang, Indonesien) war ein niederländischer Sexualwissenschaftler, Arzt und Botaniker.

## Leben
Lucien von Römer entstammt nicht dem meißnischen Adelsgeschlecht Römer, sondern einer im 18. Jahrhundert geadelten Familie von Militärs, die zunächst in Bremen, Frankfurt und Straßburg ansässig war und im ausgehenden 18. Jahrhundert in Teilen in die Niederlande übersiedelte.
Von Römer wuchs in seiner Kindheit in Kampen auf. Er studierte bis 1903 Medizin an der Universität Leiden und an der Universität Amsterdam. Als Neurologe praktizierte er in den Niederlanden. Sein medizinisches Interesse richtete sich teilweise auf das Thema Homosexualität. Er arbeitete in Berlin mit dem deutschen Sexualwissenschaftler Magnus Hirschfeld und mit Albert Moll zusammen.
Im Magazin Jahrbuch für sexuelle Zwischenstufen veröffentlichte er regelmäßig Artikel, wobei sein erster dort veröffentlichter Artikel von dem französischen König Heinrich III. und dessen sexueller Identität handelte. Bereits 1902 veröffentlichte er Artikel im Magazin Jahrbuch für sexuelle Zwischenstufen über anti-homosexuelle Aktivitäten im Holland des 18. Jahrhunderts und eine Studie über Androgynie. Eine Dissertation über diese Themen wurde von der Universität Amsterdam abgelehnt.
1909/1910 nahm von Römer an einer wissenschaftlichen Expedition nach Neuguinea teil. Er entdeckte eine Reihe von Pflanzen, von denen einige später nach ihm benannt wurden. 1913 verließ er die Niederlande und zog nach Niederländisch-Indien. wo er bis zu seinem Lebensende in Malang auf der Insel Java wohnte und eine Praxis für Psychiatrie hatte. 1921 heiratete er die Pianistin Eugenie Gallois und hatte einen Sohn.